# ستيف هانكي
ستيف هانكي (بالإنجليزية: Steve Hanke)‏ (و. 1942  م) هو اقتصادي أمريكي، ولد في ماكون، جورجيا.

## التعليم
تعلم في جامعة كولورادو بولدر، وتعلم في جامعة كولورادو
.